# Coelioxys fuscipennis
Coelioxys fuscipennis är en biart som beskrevs av Smith 1854. Coelioxys fuscipennis ingår i släktet kägelbin, och familjen buksamlarbin. Inga underarter finns listade i Catalogue of Life.